# Cruteni, Bârzula
Cruteni (în ucraineană Круті, transliterat: Kruti) este un sat în comuna Codâma din raionul Bârzula, regiunea Odesa, Ucraina.

## Demografie
Componența lingvistică a localității Cruteni
     Ucraineană (95,73%)
     Rusă (2,56%)
     Română (1,71%)
Conform recensământului din 2001, majoritatea populației localității Cruteni era vorbitoare de ucraineană (95,73%), existând în minoritate și vorbitori de rusă (2,56%) și română (1,71%).